# Andāl
Andāl är en ort i Indien.   Den ligger i distriktet Barddhamān och delstaten Västbengalen, i den östra delen av landet, 1 100 km sydost om huvudstaden New Delhi. Andāl ligger 85 meter över havet och antalet invånare är 19 504.
Terrängen runt Andāl är platt. Runt Andāl är det mycket tätbefolkat, med 1 018 invånare per kvadratkilometer. Närmaste större samhälle är Durgapur, 14,6 km sydost om Andāl. Trakten runt Andāl består till största delen av jordbruksmark.